# Kap Batterbee
Das Kap Batterbee ist ein vereistes Kap mit markanten Felsvorsprüngen, die aus küstennahen Eisklippen herausragen. Es markiert das nördliche Ende des antarktischen Enderbylands und befindet sich unmittelbar östlich von Proclamation Island.
Entdeckt wurde es am 13. Januar 1930 bei der British Australian and New Zealand Antarctic Research Expedition (1929–1931) unter der Leitung des australischen Polarforschers Douglas Mawson. Dieser benannte das Kap nach Harry Fagg Batterbee (1880–1976), damals stellvertretender Minister für die Dominions unter James Henry Thomas und späterer Hochkommissar des Vereinigten Königreichs in Neuseeland.